# Carl Albert Edelfelt
Carl Albert Edelfelt (né le 27 septembre 1818 à Karlshamn, Suède – mort le 5 mars 1869 à Helsinki) est un architecte suédois du Grand-duché de Finlande.

## Biographie
La famille Edelfelt est une famille noble suédoise originaire du comté d'Östergötland. En 1832, à la mort de son père, Carl Albert Edelfelt s'installe avec son oncle en Finlande. Il étudie l'architecture et, en 1855, il est nommé architecte de la région du Häme. En 1867, il est nommé directeur général de la Direction des bâtiments de Finlande. Edelfelt meurt en 1869 d'une hémoptysie.

## Ouvrages principaux
- Nouveau bâtiment des douanes maritimes
- Villa Kleineh
- Église de Juva
- Ancienne gare de Tikkurila
- Gare de Järvenpää
- Gare de Hyvinkää
- Gare de Turenki
- Gare centrale d'Helsinki [2]
- Arppeanum
- Église d'Urjala

## Galerie

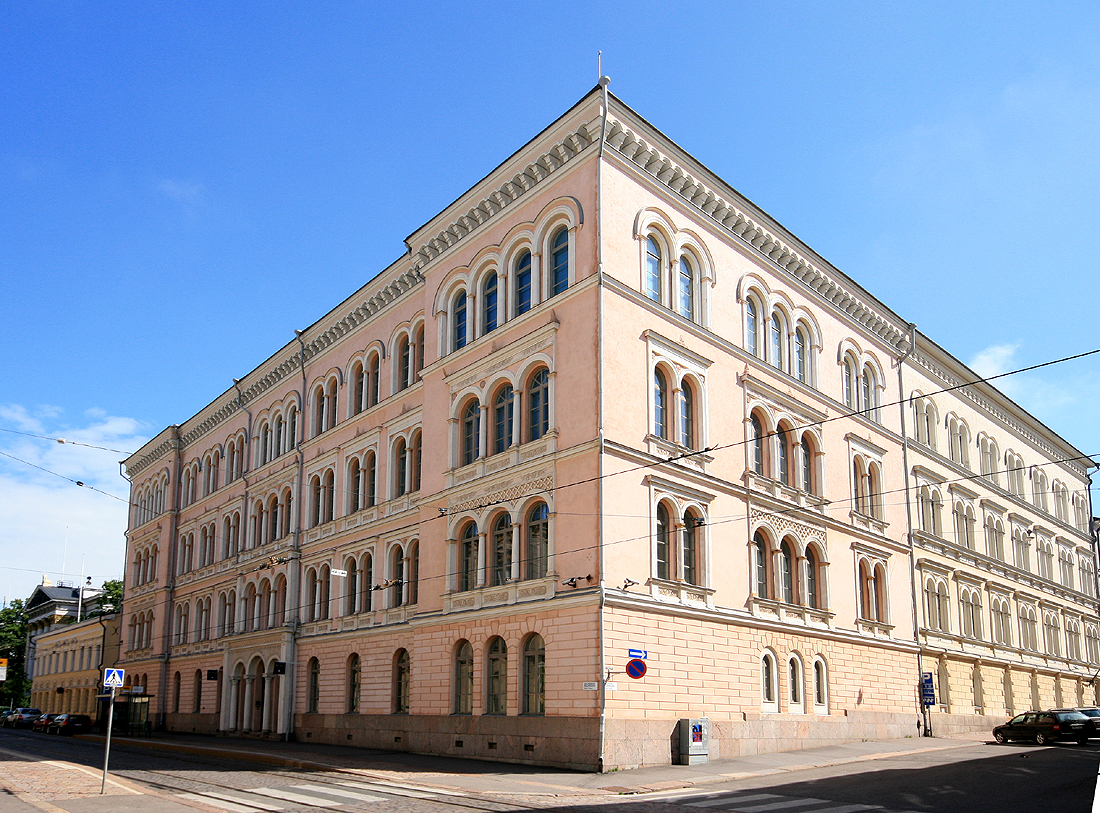
Arppeanum
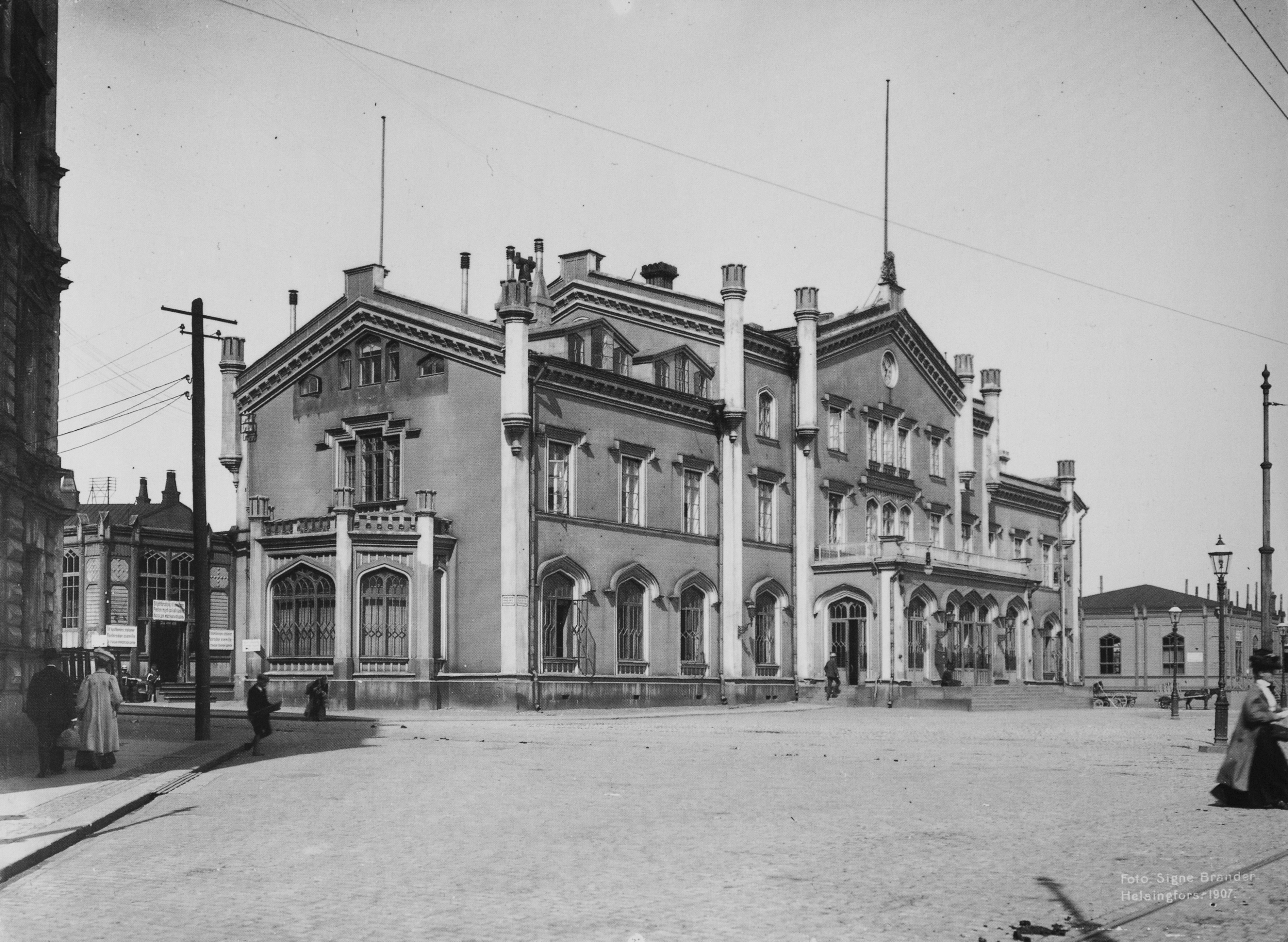
L'ancienne gare centrale d'Helsinki en 1907
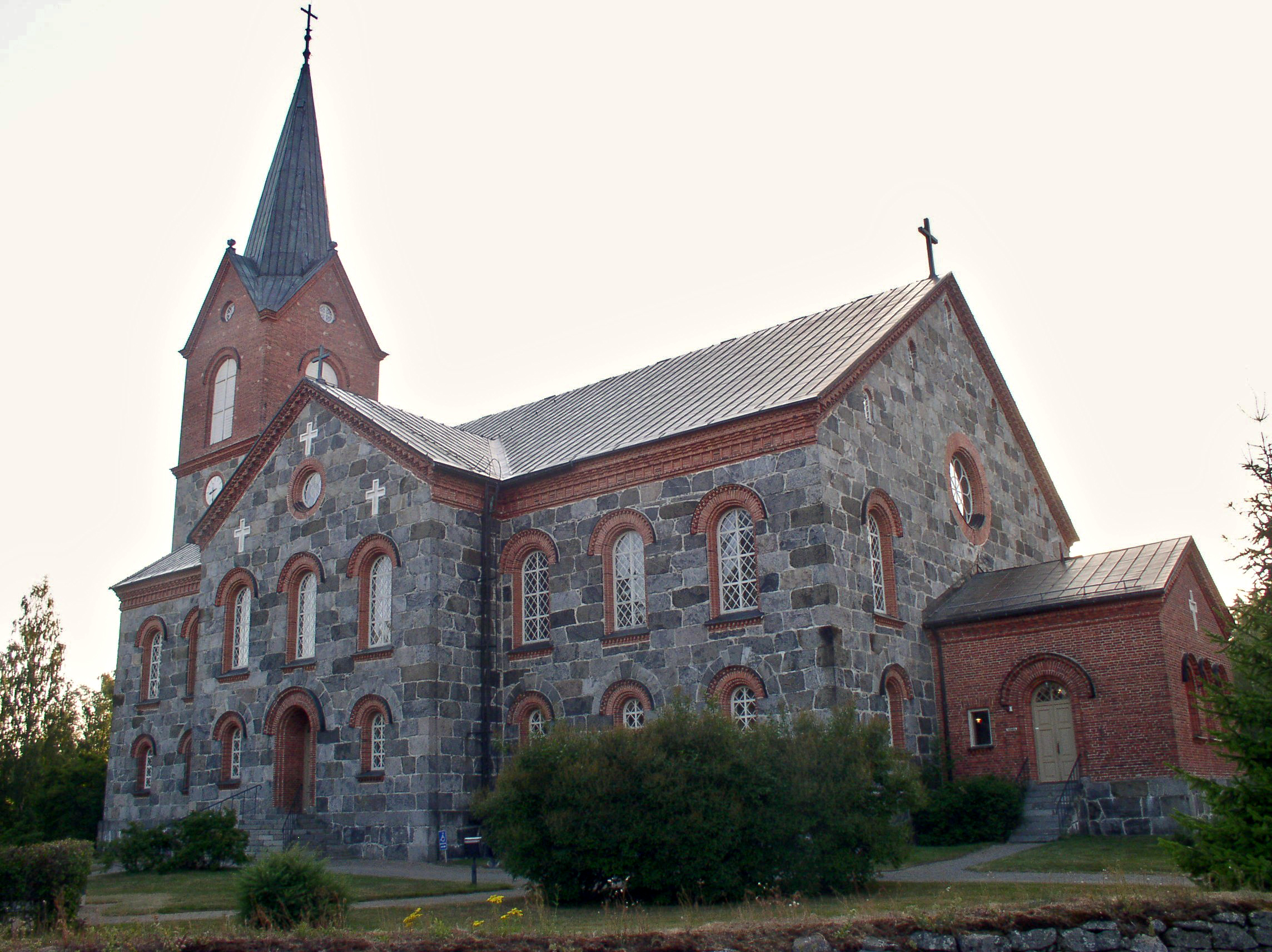
L'église de Juva
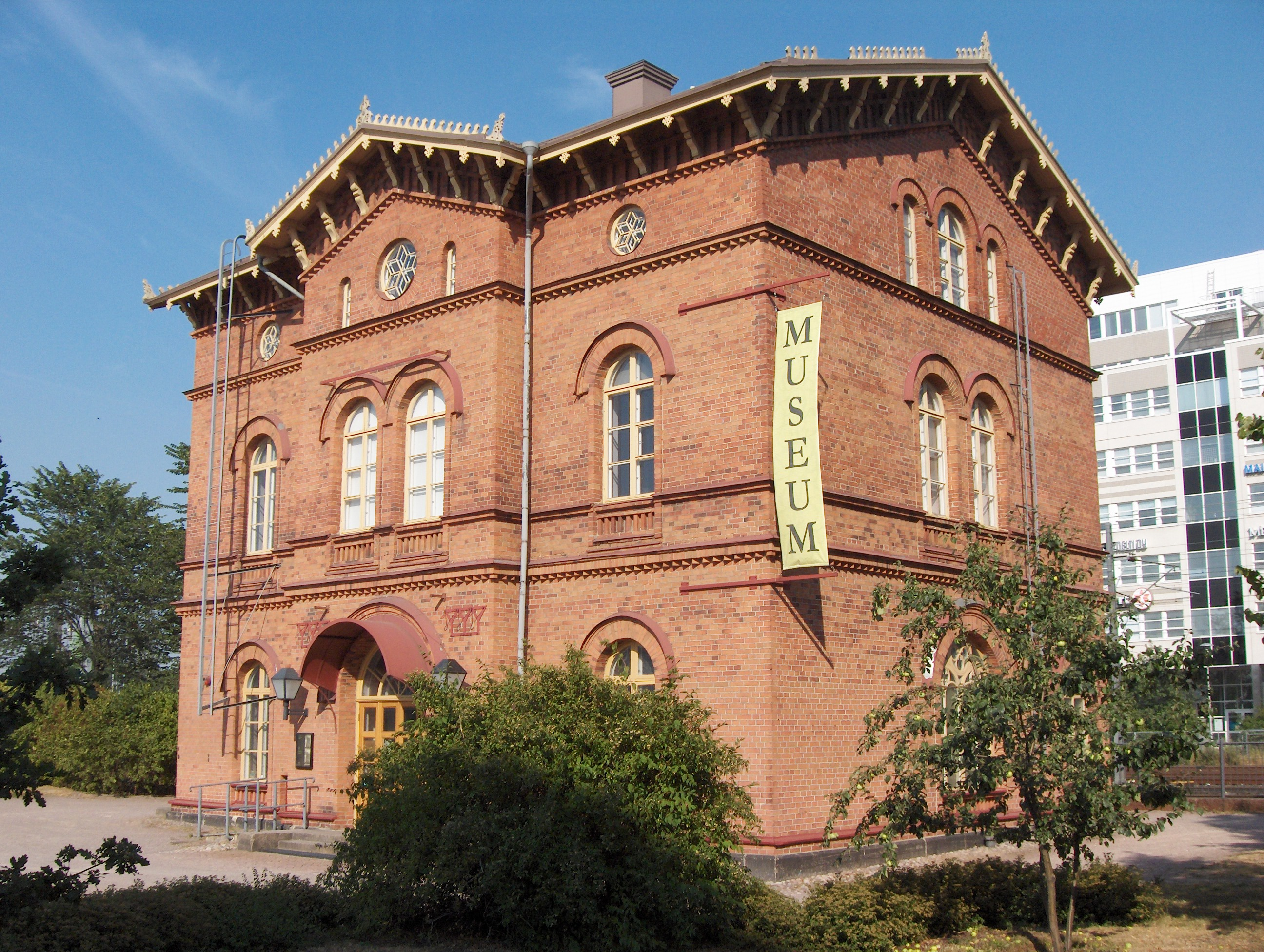
L'ancienne gare de Tikkurila à Vantaa
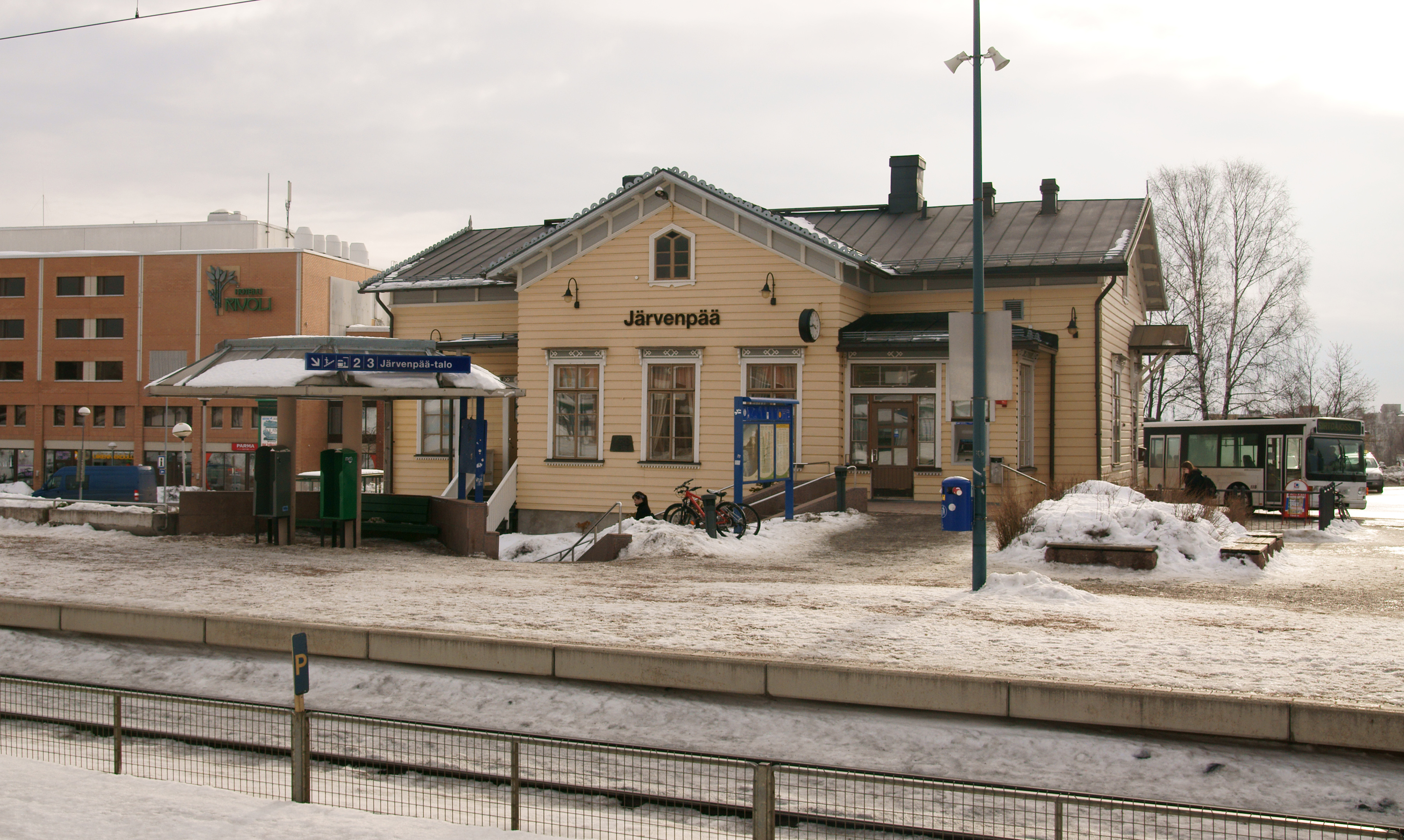
La gare de Järvenpää
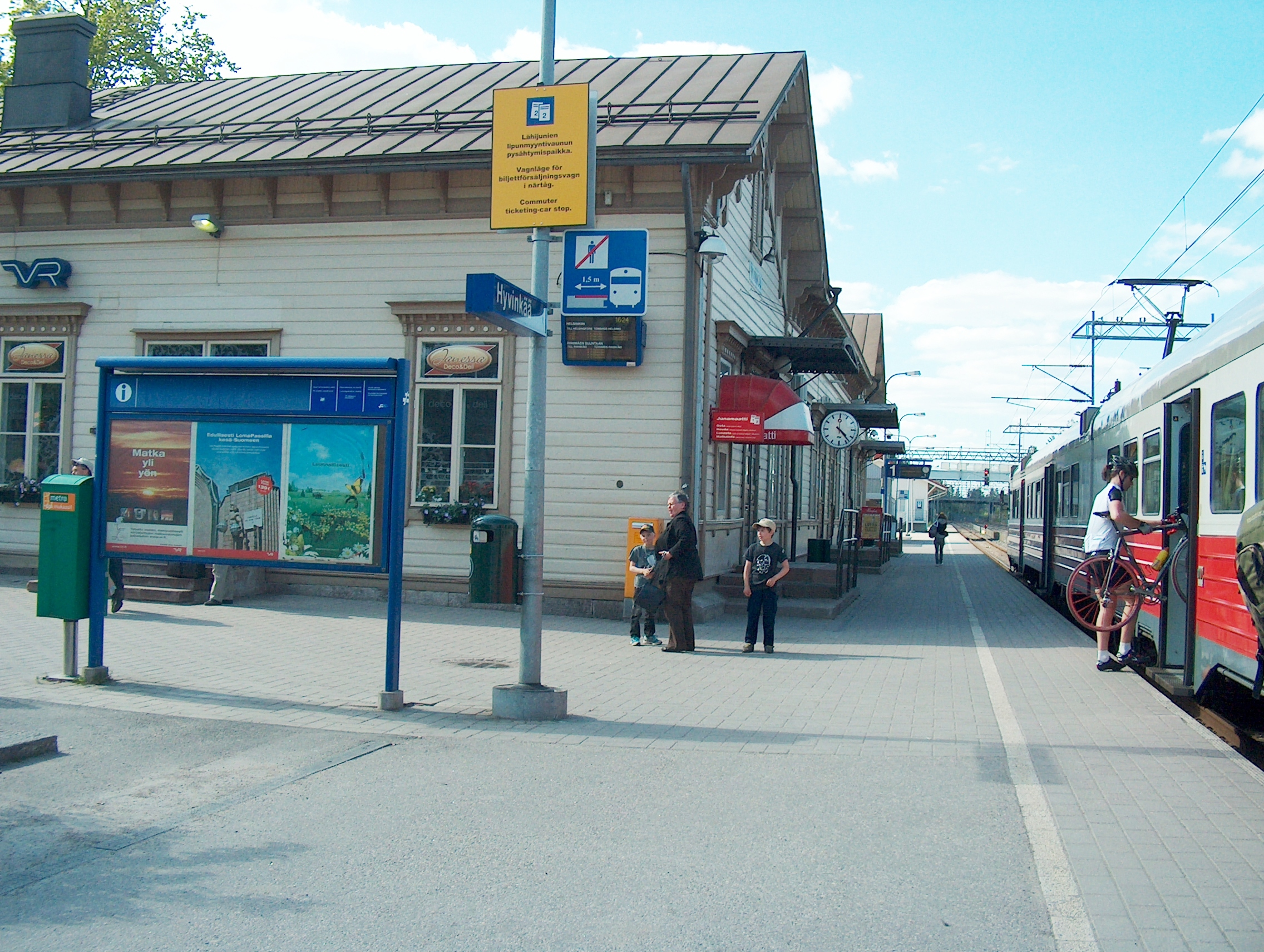
La gare de Hyvinkää en 2008
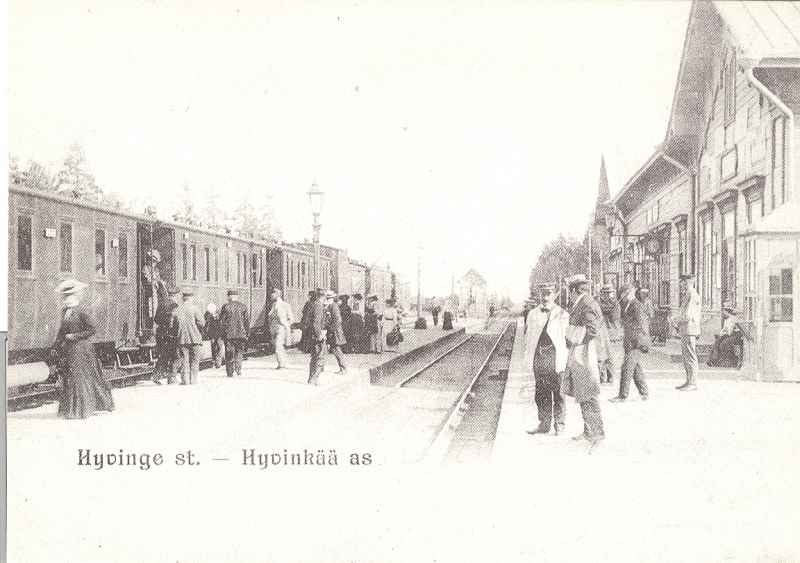
La gare d'Hyvinkää à la fin du XIXe siècle